# NGC 3338
NGC 3338 (również PGC 31883 lub UGC 5826) – galaktyka spiralna (Sc), znajdująca się w gwiazdozbiorze Lwa. Odkrył ją William Herschel 19 marca 1784 roku.